# Западнополесские говоры украинского языка

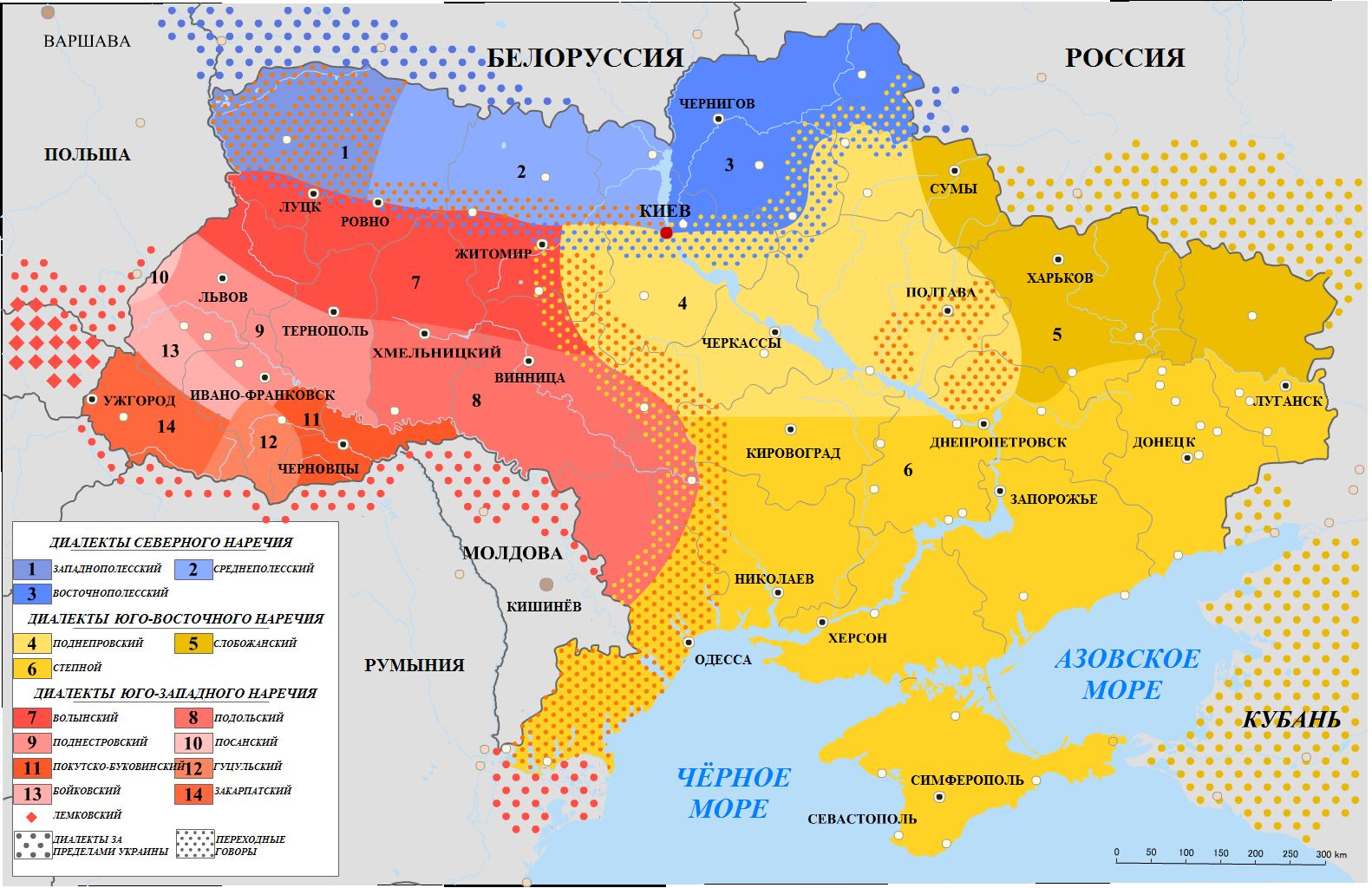
Ареал западнополесских говоров на карте диалектов украинского языка

Западнополесские говоры украинского языка (также волынско-полесские говоры; укр. західнополіський говір, волинсько-поліський говір) — западная группа говоров северного наречия украинского языка. Охватывает почти всю территорию Волынской области и северо-западную часть Ровненской области Украины.
К украинским западнополесским говорам близки западнополесские брестско-пинские говоры Белоруссии (Берестейщина и Пинщина), включая подляшские говоры в Польше (на левобережье реки Западный Буг, простираясь вдоль него полосой 40 — 50 км до Нарева). Данные говоры, являясь естественным продолжением западнополесских говоров Украины, постепенно к северу образуют переходные белорусско-украинские говоры.
В связи с чем северная граница западнополесских говоров с говорами белорусского языка порой не совсем чётко выявлена. На востоке граница проходит с севера на юг от устья реки Стыр до пересечения реки Горынь и государственной границы Украины и далее по Горыни до Луцка. Западная граница — примерно по Западному Бугу, на западном побережье которого также имеются отдельные украинские говоры; южная граница пересекает с запада на восток населённые пункты Владимир-Волынский — Луцк на границе со Стыром. Вдоль этой линии на север тянется довольно широкая (местами до 100 км) полоса переходных говоров на полесской основе.